# Sialkot
Sialkot ist eine alte Industriestadt im nordöstlichen Pakistan in der bevölkerungsreichen Provinz Punjab, unweit der Grenze zu Indien. Sialkot hat 655.852 Einwohner (2017). Mit Sialkot wird oft der antike Ort Sakala identifiziert.

## Geschichte
Nach der legendenhaften Erzählung des indischen Epos Mahabharata soll Sialkot vom Raja (König) Shalya, einem Onkel der Pandavas, gegründet worden sein. Möglicherweise war es der Schauplatz der Schlacht von Sangala, in der Alexander der Große 326 v. Chr. dem indischen Stamm der Kathaier eine Niederlage zufügte. Später wurde wohl an der Stelle des heutigen Sialkot das antike Sakala errichtet, das die Residenzstadt des um die Mitte des 2. Jahrhunderts v. Chr. regierenden indo-griechischen Königs Menandros I. war. In der ersten Hälfte des 6. Jahrhunderts n. Chr. fungierte Sakala als Hauptstadt des zu den iranischen Hunnen gehörigen Herrschers Mihirakula. 1849 wurde Sialkot mit dem gesamten Pandschab von den Briten erobert. In der Folge war es eine Distriktshauptstadt in der nun britisch-indischen Provinz Pandschab. 1867 wurden mehrere benachbarte Dörfer eingemeindet.

## Klima
Sialkot liegt 251 m über dem Meeresspiegel. Die durchschnittliche Niederschlagsmenge pro Jahr liegt bei 950 mm, wobei allein in den beiden Monaten Juli und August über 500 mm Niederschlag fallen. Die Durchschnittstemperatur ist 22,7 °C. Die höchsten Temperaturen mit über 40 °C sind in Sialkot im Mai und Juni zu verzeichnen, aber die Monate Juli und August liegen auch noch über 29 °C. Von Dezember bis Februar liegen die Temperaturen durchschnittlich bei 12 °C.

## Bevölkerungsentwicklung
| Zensusjahr | Einwohnerzahl |
| ---------- | ------------- |
| 1972       | 203.650       |
| 1981       | 301.609       |
| 1998       | 417.597       |
| 2017       | 655.852       |

## Wirtschaft
Sialkot ist für zwei weltweit bedeutende Exportbranchen bekannt: Medizintechnik (chirurgische Instrumente) und Sportartikel.

### Chirurgische Instrumente
Ausgehend von einer eigenständigen handwerklichen Tradition im Schmieden von Dolchen begann die Weiterentwicklung mit kleinen Anfängen: den Reparaturarbeiten für ein örtliches Missionskrankenhaus. Seit den 1970er Jahren führten Direktinvestitionen Tuttlinger Medizintechnik-Unternehmen (Aesculap und KLS Martin Group) zu zahlreichen Joint-venture-Betrieben in Sialkot. Heute besteht dort der weltweit zweitgrößte Cluster für chirurgische Instrumente mit 2200 (meist kleinen) Betrieben und 30.000 Beschäftigten.

### Sportartikel

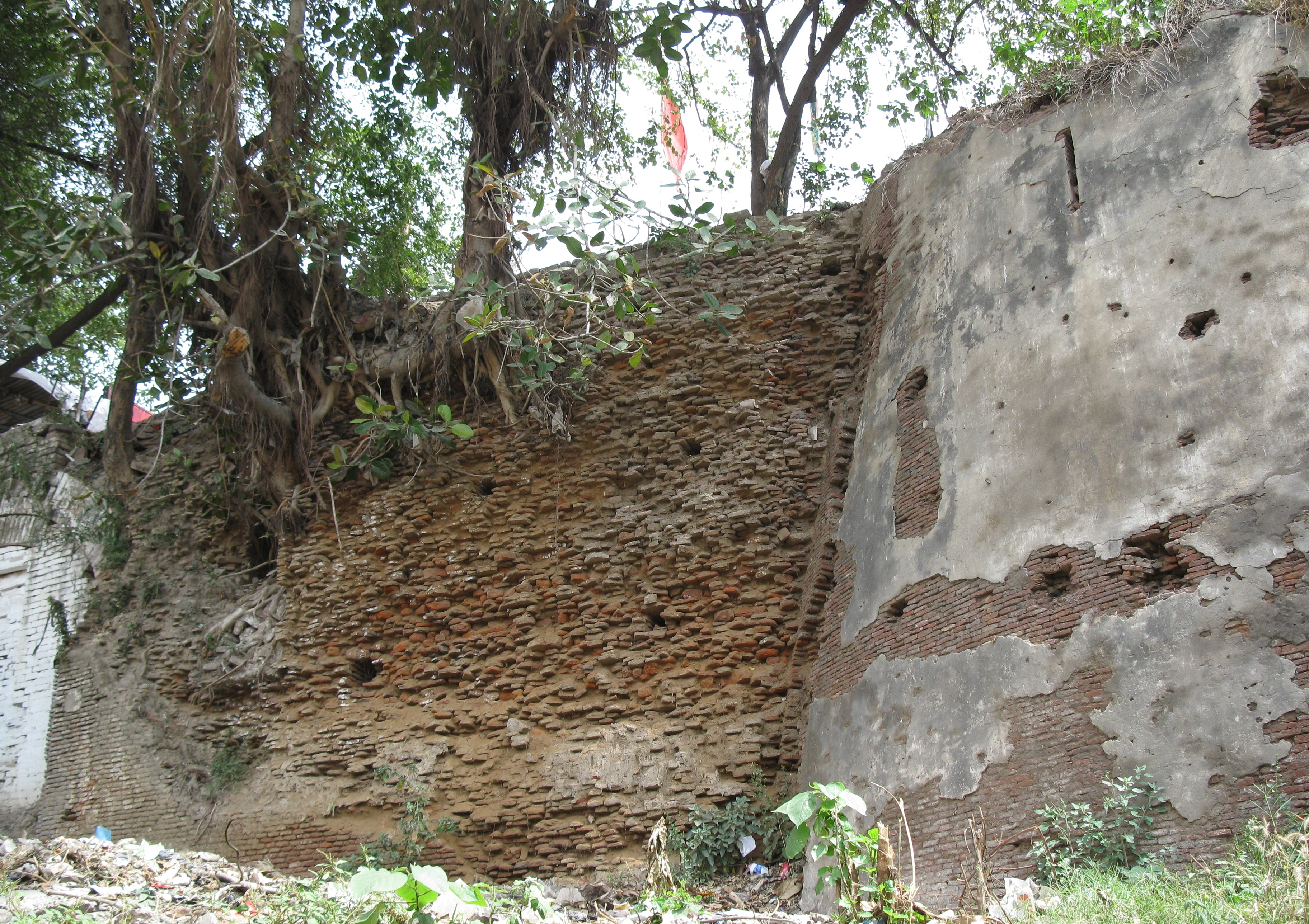
Sialkot Fort

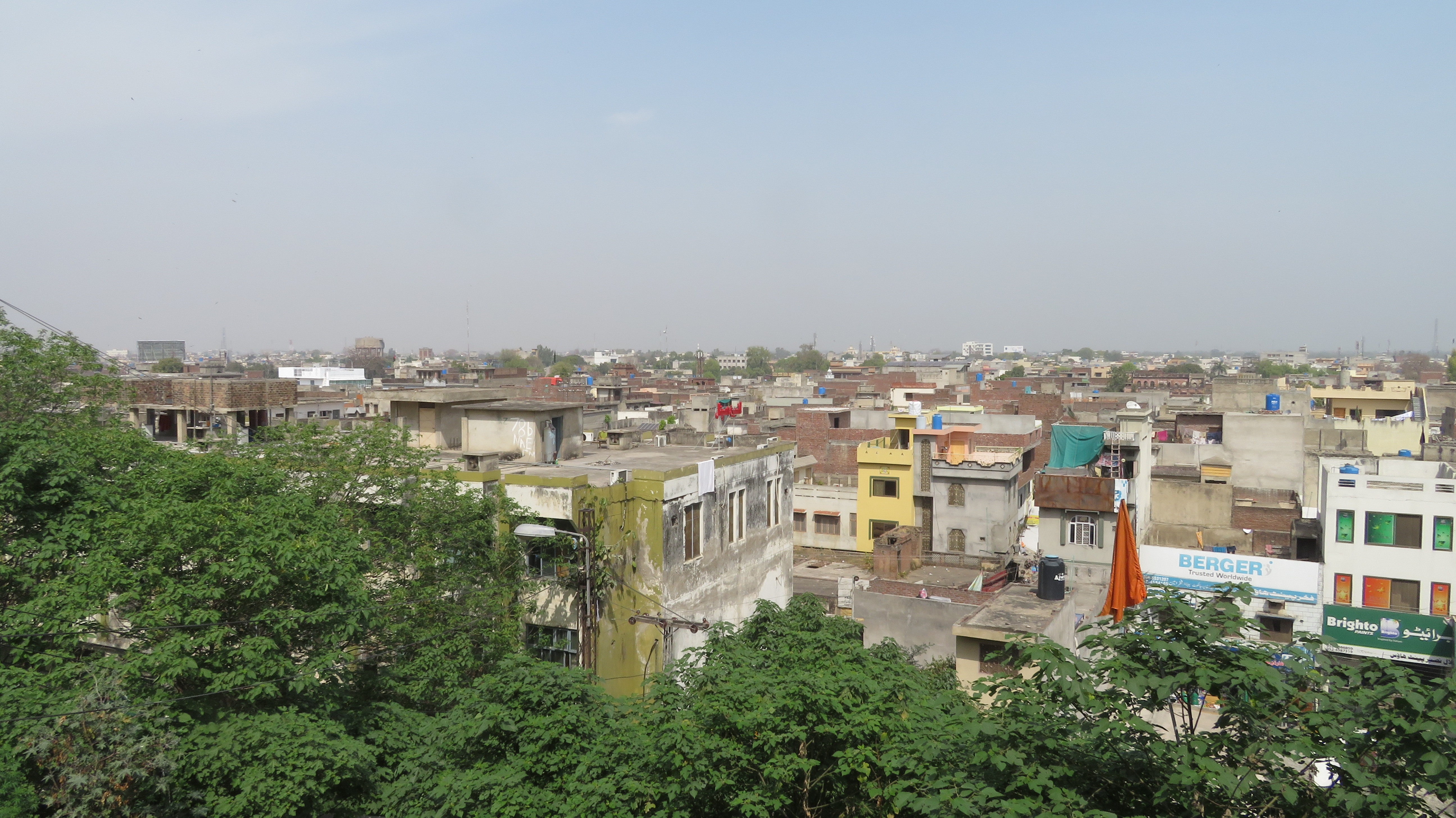
Blick vom Fort zum Stadtzentrum

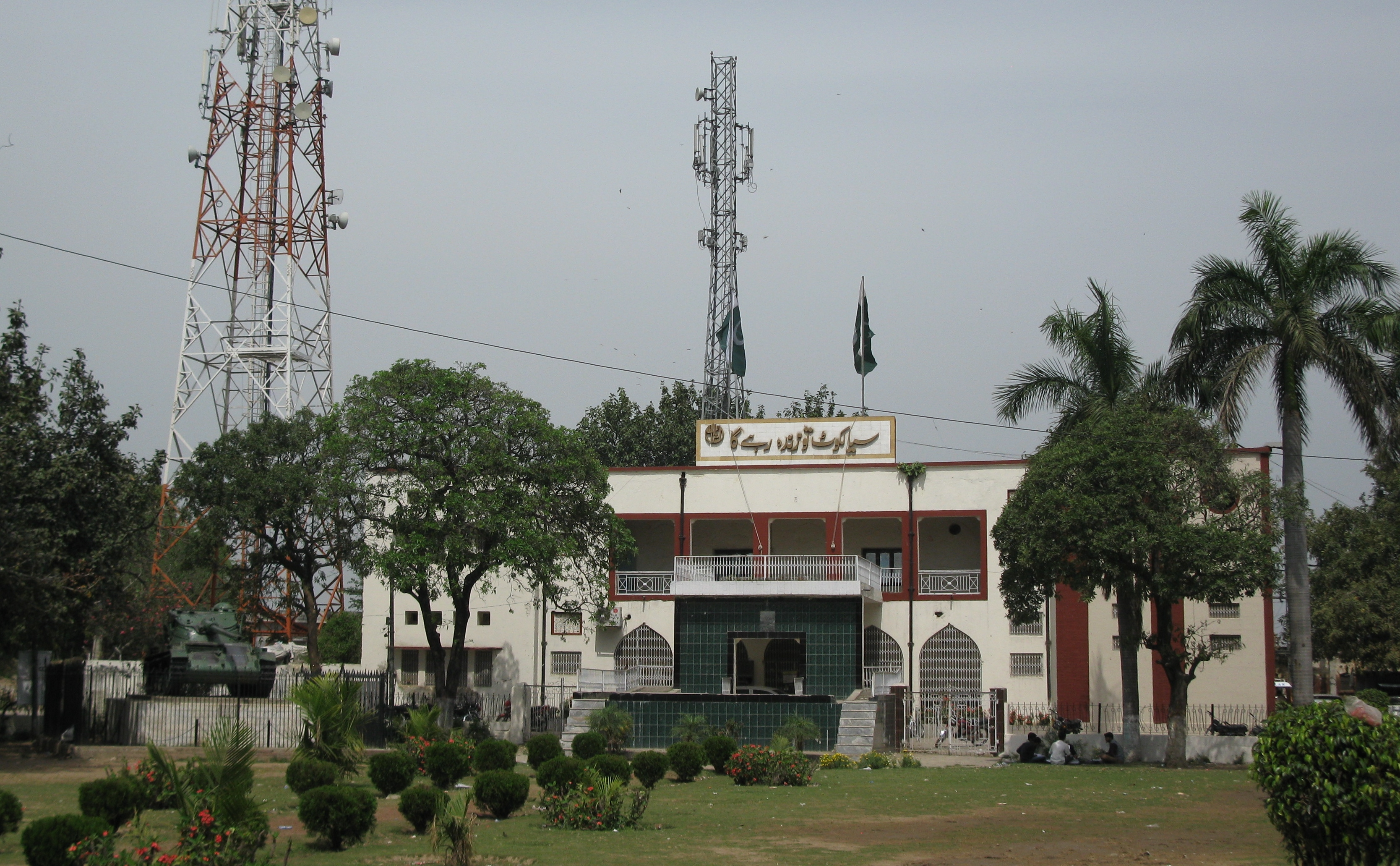
Grünanlage im Fort

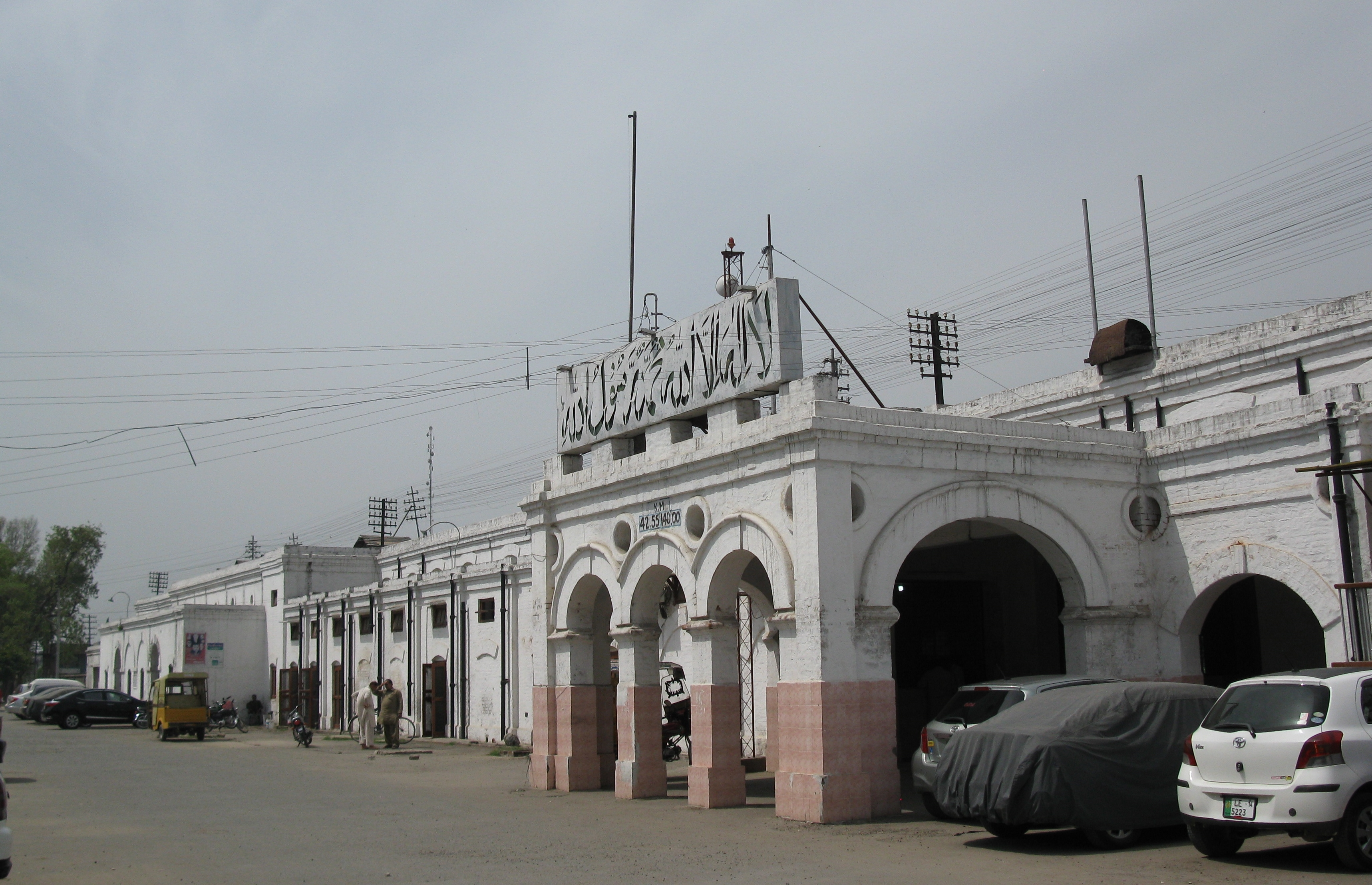
Bahnhof Sialkot

Die Anfänge dieser Branche liegen in der Reparatur von Sportartikeln für die hier Ende des 19. Jahrhunderts stationierten britischen Soldaten. Später gingen heimische Werkstätten dazu über, die Sportartikel auch selbst herzustellen.
In den 1970er Jahren konnten sich lokale Firmen den Vertrag für den WM-Ball „Tango“ sichern, so dass bald die Fußballproduktion eine wesentliche wirtschaftliche Rolle für die Stadt spielte und sich die Stadt ab da zu einem Zentrum für Sportartikelindustrie entwickelte. Heute kommen etwa 75 % der Weltproduktion an Fußbällen aus Sialkot. In Jahren der Fußball-Weltmeisterschaft bedeutet das ein Produktionsvolumen von 40 Millionen Fußbällen pro Jahr. Allerdings wurden für die Fußball-Weltmeisterschaft 2006 die Fußbälle nicht in Pakistan hergestellt, weil die Preise in Sialkot zu teuer waren. Die Verträge gingen an thailändische Unternehmen.
Insgesamt wird eine Palette von 247 verschiedenen Sportartikeln hergestellt. So sind beispielsweise auch hochwertige Hockey- und Cricketschläger aus Sialkot weltweit bei Spielen im Einsatz. Produziert werden sie von etwa 10.000 meist kleinen und kleinsten Unternehmen im Distrikt Sialkot mit insgesamt etwa 100.000 Beschäftigten (14 % der Erwerbstätigen).
Sehr bekannte Produkte aus Sialkot sind:
- Motorradbekleidung
- andere Lederwaren wie Lederhosen, Lederjacken, Lederschuhe, Ledertaschen etc.

## Architektur
Sialkot verfügt neben Beispielen britischer Kolonialarchitektur über mehrere historisch bedeutende Gebäude. Zu den berühmtesten Bauwerken zählt das Geburtshaus des Schriftstellers Allama Iqbal. Im Stadtzentrum befindet sich auf einem Hügel, der möglicherweise schon vor 5000 Jahren besiedelt war, das im 2. Jahrhundert gegründete Sialkot Fort, das mehrmals umgebaut und erweitert wurde und von dem Ziegelmauern und ein Rundturm erhalten sind. In der Mitte des Forts entstand eine kleine Grünanlage, in der ein 1965 bei Grenzstreitigkeiten mit Indien erbeuteter Panzer aufgestellt wurde und an dem ein Verwaltungsgebäude steht, das als Wahrzeichen Sialkots gilt. Aus der britischen Kolonialzeit stammen der Bahnhof, die 1852 vollendete Holy Trinity Cathedral und der um 1800 erbaute Uhrturm.

## Persönlichkeiten aus Sialkot
- Muhammad Iqbal (1877–1938), Urdu-Dichter
- Muhammad Zafrullah Khan (1893–1985), pakistanischer Politiker
- Gulzarilal Nanda (1898–1998), indischer Politiker
- Faiz Ahmed Faiz (1911–1984), Urdu-Dichter
- Madan Lal Puri (* 1929), indischer Mathematiker
- Manzoor Hussain (1958–2022), Hockeyspieler
- Waseem Ahmad (* 1970), dänischer Basketballspieler
- Asif Bajwa (* 1972), Hockeyspieler
- Naseem Khushi (* 1982), omanischer Cricketspieler
- Sikandar Raza (* 1986), simbabwischer Cricketspieler
- Aqib Ilyas (* 1994), omanischer Cricketspieler
- Usama Mir (* 1995), Cricketspieler
- Abdullah Shafique (* 1999), Cricketspieler